# Ligue de Football Professionnel
La Ligue de Football Professionnel, nota con l'acronimo LFP, è l'organo che, sotto l'egida della federazione calcistica francese (FFF), gestisce e organizza in Francia i campionati di Ligue 1 e di Ligue 2. È uno dei membri di European Leagues.
Fondata il 27 ottobre 1944, riunisce i club francesi di calcio professionistico: i 18 della Ligue 1 e i 18 della Ligue 2. In seguito a un accordo firmato da LFP e FFF, dal luglio 2005 la LFP gestisce anche le nazionali giovanili e tutte le selezioni nazionali femminili, oltre al Trofeo dei Campioni.

## Storia
La LFP affonda le sue radici nella Liberazione: nel periodo antecedente la guerra a organizzare i tornei calcistici e a regolamentare la remunerazione dei giocatori era un semplice comitato interno alla FFF, la Commission du Championnat de France Professionnel (Comitato del Campionato Professionistico Francese). Inoltre, esisteva un altro comitato, denominato Commission de Classement et du Statut des Joueurs Professionnels, che si occupava dei giocatori professionisti. Negli anni 1930 le società calcistiche avevano tentato d'istituire una lega indipendente, ma la Federazione respinse più volte, ai voti, tali proposte, che avrebbero determinato uno scisma interno al calcio francese.
Durante la seconda guerra mondiale le società professionistiche ebbero la possibilità di svincolarsi dal controllo della federazione: il governo di Vichy, fervente oppositore del professionismo sportivo, dispose il ritorno al calcio dilettantistico, e creò un campionato federale, cui parteciparono le squadre rappresentanti delle varie regioni di Francia. Tale torneo durò per una sola stagione (1943-1944), fino alla Liberazione della Francia: le società decisero quindi di formare una lega indipendente, e il 27 ottobre 1944 nacque il Groupement des Clubs Autorisés (GCA; it. Consorzio dei Club Autorizzati). In seguito, tale lega assunse varie denominazioni: divenne Ligue Nationale de Football (LNF), poi tornò Groupement des Clubs Autorisés fino agli anni 1970, per poi ridiventare Ligue Nationale de Football. Negli anni 2000 cambiò definitivamente nome in Ligue de Football Professionnel, creando una sua Coupe de la Ligue sul modello inglese.
Nel 1970 Jean Sadoul, presidente della LFP, e Fernand Sastre, segretario generale della FFF, si accordano per abolire la separazione tra calcio dilettantistico e calcio professionistico in Francia, che era presente dal 1932: la LFP non può più selezionare direttamente i suoi membri, ma deve accogliere le formazioni promosse dai vari campionati nazionali.
Nel 2022, la LFP ha annunciato la costituzione, assieme a CVC Capital Partners, della società «Filiale LFP 1», allo scopo di commercializzare e gestire lo sfruttamento di determinati diritti commerciali francesi in materia di calcio professionistico, compresi i diritti di trasmissione delle partite, i diritti di sponsorizzazione e pubblicità e i diritti relativi ai dati sulle scommesse.

## Organico della Lega
L'organico della LFP corrisponde alle 36 società iscritte alla Ligue 1 e alla Ligue 2 (18 club a testa).

## Presidenti
- Emmanuel Gambardella (27 ottobre 1944 - 30 agosto 1953)
- Georges Bayrou (settembre 1953 - 5 dicembre 1953)
- Paul Nicolas (22 dicembre 1953 - 13 giugno 1956)
- Louis-Bernard Dancausse (13 giugno 1956 - 20 marzo 1961)
- Antoine Chiarisoli (aprile 1961 - aprile 1967)
- Jean Sadoul (aprile 1967 - 2 settembre 1991)
- Noël Le Graët (19 ottobre 1991 - 6 luglio 2000)
- Gérard Bourgoin (6 luglio 2000 - 28 maggio 2002)
- Frédéric Thiriez (28 maggio 2002 - in carica)